# Arquicerebelo

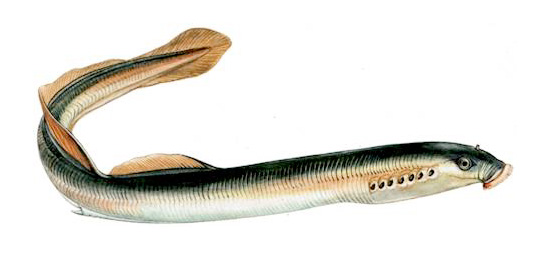
A lampréia, um peixe amandibulado, é animal que apresenta arquicerebelo.

O arquicerebelo é a primeira das três fases de desenvolvimento filogenético do cerebelo. Surgiu com o aparecimento dos primeiros vertebrados, como na lampreia. Constituído apenas do lobo flóculonodular, é responsável pela coordenação da atividade muscular, fundamental na manutenção do equilíbrio e da posição destes animais na água. 
A segunda e terceira fases do desenvolvimento evolutivo do cerebelo são, respectivamente, o paleocerebelo e o neocerebelo.
Lampréia, animal que apresente arquicerebelo.